# Max Josef Metzger
Max Josef Metzger (Schopfheim, Baden-Wurtemberg, 3 de febrero de 1887-Penitenciaría de Brandeburgo-Görden, Ciudad de Brandeburgo, 17 de abril de 1944) fue un sacerdote católico y destacado pacifista alemán que fue ejecutado por los nazis durante la Segunda Guerra Mundial.

## Biografía

### Infancia y juventud
Metzger nació en Schopfheim (1887). Realizó sus estudios en el liceo de Constanza, donde también estudiaba Martin Heidegger. Aquí Metzger dio una conferencia sobre la "Historia del monasterio de Reichenau". Como estudiante, Metzger probablemente vivió en Saint Conrad, una residencia de estudiantes establecida por el arzobispo de Friburgo para brindar formación religiosa a quienes se preparaban para las Sagradas Órdenes. Uno de los profesores más respetados del liceo era un instructor llamado Pacius, un demócrata y pacifista que enseñaba lenguas modernas.
Metzger completó su formación en la Universidad de Friburgo y posteriormente en la Universidad de Friburgo en Suiza, donde obtuvo un doctorado en teología.

### Trabajo
En 1911 fue ordenado sacerdote católico y enviado a trabajar en la parroquia de la Arquidiócesis de Friburgo, ya que definitivamente no quería seguir una carrera científica. "Mi objetivo no es llegar a ser un erudito, ni... obtener algún día una posición honorable o agradable, sino sólo llegar a ser un sacerdote piadoso y pastor capaz y poder desarrollar todas mis facultades para la gloria de Dios", afirmó.
Metzger sirvió como capellán militar de las fuerzas de la Alemania imperial durante la Primera Guerra Mundial. Aún no está claro qué lo motivó a luchar. Recibió la Cruz de Hierro el 6 de mayo de 1915 y fue dado de baja con honores debido a problemas de salud en octubre de 1915, cuando contrajo neumonía y pleuresía. Su experiencia en el frente lo convenció de que "las guerras futuras han perdido su significado, ya que ya no dan a nadie la posibilidad de ganar más de lo que pierde".
Con el permiso de su obispo local, Metzger se mudó a Graz, donde escuchó conferencias sobre Derecho y Ciencias políticas. En 1916 publicó Frieden auf Erden ("Paz en la Tierra"), un folleto que instaba a poner fin a la guerra. Se convirtió en secretario de la Liga Católica de la Cruz de Austria, una organización dedicada a educar a la gente sobre los peligros del alcoholismo. En 1918 fundó la sociedad misionera de la "Cruz Blanca", una comunidad cuyos miembros luchaban por una vida siguiendo los consejos evangélicos. Sin embargo, Metzger no pudo obtener el reconocimiento episcopal para los cerca de veinte miembros.
Metzger también participó en el establecimiento de la Asociación de Paz de los Católicos Alemanes, que utilizó el esperanto en sus contactos internacionales desde 1918. En 1920 Metzger fundó la "Internacio Katolika" (IKA). De 1921 a 1924, Metzger editó la revista de esperanto Katolika Mondo (Mundo Católico), en Graz.
En 1920 Metzger Metzger fue admitido en una audiencia privada con el Papa Benedicto XV, quien lo animó a trabajar por el desarme en Europa. Al defender firmemente la idea ecuménica de paz, Metzger pronto se hizo conocido como un destacado pacifista y esperantista alemán. 
La fundación de numerosas asociaciones puso a Metzger en conflicto con el ordinariato de Graz, que se sintió particularmente ofendido por el hecho de que había emprendido estas fundaciones sin permiso oficial y por la supuesta "cercanía al comunismo" de Metzger. Debido al conflicto, Metzger finalmente abandonó Estiria en 1927. Se mudó a Meiningen en Alemania, donde él y la comunidad, ahora llamada Sociedad de Cristo Rey, habían sido invitados a formar parte del personal y administrar las instalaciones de Caridades Católicas. 
En 1938, Metzger fundó la hermandad Una Sancta, un grupo dedicado a la reunificación de católicos romanos y luteranos.

### Arrestos, juicio y martirio
Tras el ascenso al poder del dictador alemán Adolf Hitler en 1933, Metzger fue arrestado varias veces por la Gestapo, la primera vez durante tres días en enero de 1934. Un segundo arresto durante cuatro semanas estuvo relacionado con el intento de asesinato de Hitler en Múnich. Luego, Metzger se mudó desde Meitingen, cerca de Augsburgo, a Berlín para evitar a sus perseguidores. Vivió y trabajó en St. Joseph, Wedding desde 1939 hasta su último arresto en 1943.
En 1942, Metzger escribió una carta a Hitler en la que le pedía que dimitiera, pero no la envió por consejo de sus amigos.En 1943, Metzger escribió un memorando sobre la reorganización del Estado alemán y su integración en un futuro sistema de paz mundial. Cuando intentó que este memorando fuera entregado al arzobispo de Uppsala, Erling Eidem, Metzger fue denunciado por el correo. El memorando de Metzger nunca llegó a Uppsala. El mensajero era una agente de la Gestapo, Dagmar Imgart, nacida en Suecia, y Metzger fue arrestado el 29 de junio de 1943.
Metzger fue juzgado por el Tribunal Popular Alemán en un juicio espectáculo que duró sólo setenta minutos. El presidente del tribunal, Roland Freisler, que ese día ya había completado tres actuaciones, se negó a escuchar al acusado. Declaró que "esa plaga tenía que ser erradicada". Metzger fue condenado a muerte por "alta traición y favorecimiento del enemigo" y ejecutado después de algunos meses en el corredor de la muerte el 17 de abril de 1944 en la prisión de Brandenburg-Görden.Poco antes de su ejecución en la guillotina dijo: Ich habe mein Leben Gott angeboten für den Frieden der Welt und die Einheit der Kirchen ("Ofrecí mi vida a Dios por la paz del mundo y la unidad de las iglesias"). Metzger también había dicho que "podrán arrestarme o cortarme la lengua. Hablaré con mis silencios.
El entonces obispo de Friburgo, Conrad Gröber, no intentó proteger a Metzger, sino que lo calificó de idealista equivocado. Posteriormente, el obispo Gröber pidió disculpas a Freisler y lamentó "profundamente el delito del que se ha hecho culpable".
En 1997, el Landgericht de Berlín anuló póstumamente la pena de muerte.

### Proceso de beatificación

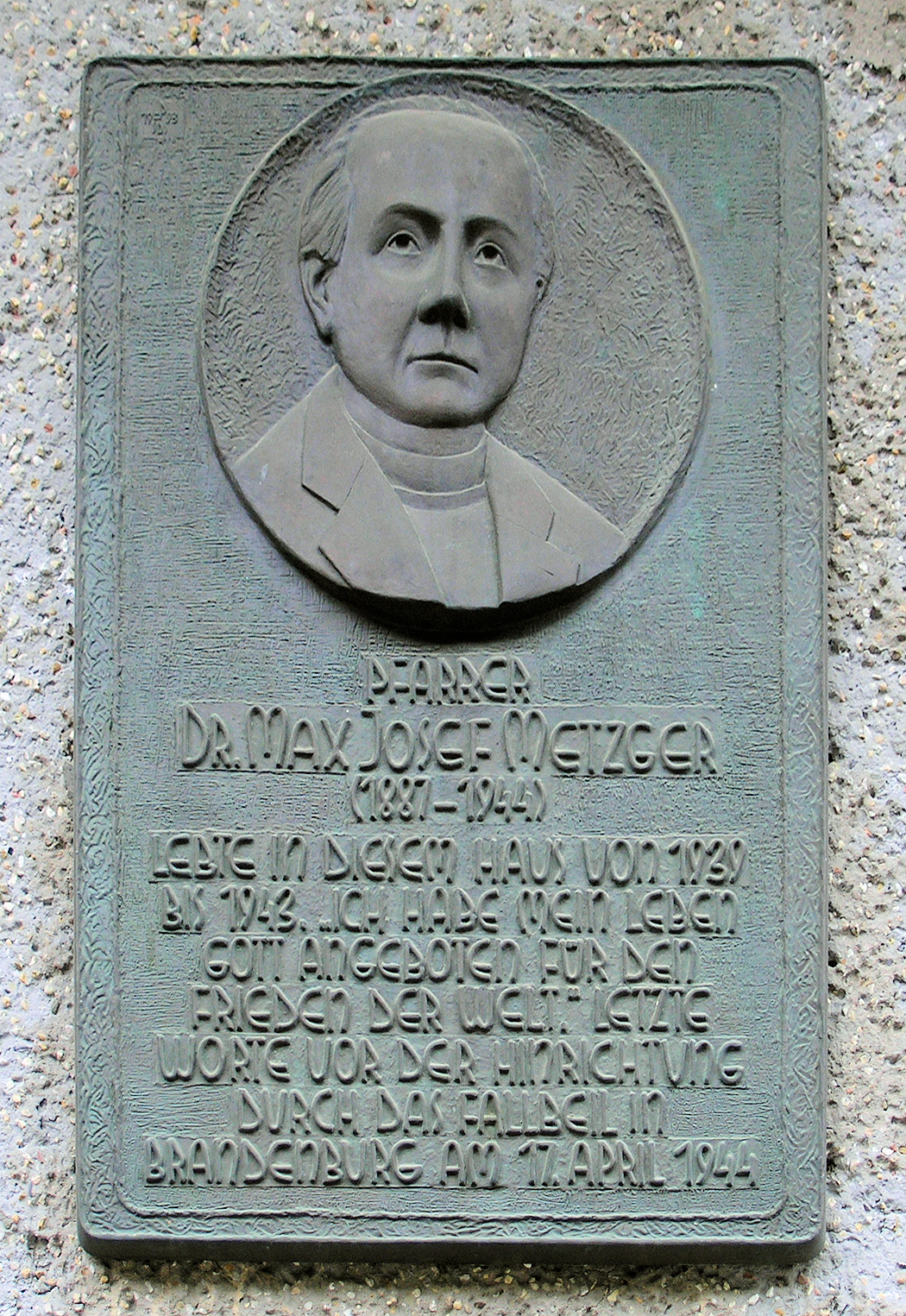
Placa conmemorativa de Max Josef Metzger en Berlín con la inscripción de sus últimas palabras

La Iglesia católica considera a Max Josef Metzger un mártir. El 8 de mayo de 2006, el arzobispo de Friburgo, Robert Zollitsch, abrió el proceso de beatificación de Metzger.En marzo de 2014 concluyó la primera parte del proceso con la entrega de los documentos al Dicasterio para las Causas de los Santos. El 14 de marzo de 2024, el Dicasterio anunció que reconocía el asesinato del sacerdote de Schopfheim por los nacionalsocialistas como muerte de mártir, allanando así el camino para la beatificación de Metzger en un futuro próximo.

## Legado
Thomas Merton estuvo influenciado por la vida de Max Josef Metzger. En su ensayo Un mártir por la paz y la unidad, Merton cita el ejemplo de Metzger al morir por la paz. Al protestar por el abuso de poder de Hitler, Metzger escribió que "es honorable morir por el propio país, pero aún más honorable morir por la justicia y la paz".
Hay una plaza dedicada a Metzger. Concretamente, Max-Josef-Metzger-Platz (frente a St. Joseph) en Berlín, y también cuatro placas de acero con algunas palabras en esperanto.También se colocó un escollo frente a la casa Müllerstraße 161, así como otro en Karmeliterplatz en Graz, donde se encontraba la "Cruz Blanca".